# A Ferencvárosi TC 1906-os tavaszi szezonja
A Ferencvárosi TC 1906-os tavaszi szezonja szócikk a Ferencvárosi TC első számú férfi labdarúgócsapatának egy szezonjáról szól. A klub fennállásának ekkor volt a 7. évfordulója.

## Mérkőzések
| Színmagyarázat | Színmagyarázat |
| -------------- | -------------- |
|                | Győzelem.      |
|                | Döntetlen.     |
|                | Vereség.       |

| 1906. február 25. |

| Postás SE | 1 – 0       | Ferencváros |
| --------- | ----------- | ----------- |
|           | Jegyzőkönyv |             |

| Millenáris, Budapest |

| 1906. március 4. |

| Typographia SC | 0 – 4       | Ferencváros  |
| -------------- | ----------- | ------------ |
|                | Jegyzőkönyv | Weisz Koródy |

| Budapest |

| 1906. március 11. |

| Törekvés SE | 2 – 6       | Ferencváros |
| ----------- | ----------- | ----------- |
|             | Jegyzőkönyv | Pákay Weisz |

| Budapest |

| 1906. március 18. |

| Ferencváros                      | 5 – 1       | Újpest |
| -------------------------------- | ----------- | ------ |
| Weisz Koródy Pákay Braun Gorszky | Jegyzőkönyv |        |

| Budapest |

| 1906. március 25. |

| MTK | 4 – 2       | Ferencváros |
| --- | ----------- | ----------- |
|     | Jegyzőkönyv | Weisz       |

| Millenáris, Budapest |

| 1906. április 8. |

| Fővárosi TC | 0 – 3       | Ferencváros  |
| ----------- | ----------- | ------------ |
|             | Jegyzőkönyv | Pákay Koródy |

| Budapest |

| 1906. április 14. |

| Ferencváros        | 3 – 3       | Pilgrims |
| ------------------ | ----------- | -------- |
| Braun Pákay Koródy | Jegyzőkönyv |          |

| Millenáris, Budapest |

| 1906. április 23. |

| Ferencváros   | 2 – 3       | Magyar AC |
| ------------- | ----------- | --------- |
| Rumbold Weisz | Jegyzőkönyv |           |

| Budapest |

| 1906. május 6. |

| 33 FC | 0 – 8       | Ferencváros                                    |
| ----- | ----------- | ---------------------------------------------- |
|       | Jegyzőkönyv | Pákay Braun II Gorszky Bródy Schlosser Braun I |

| Budapest |

| 1906. május 20. |

| Budapesti AK | 0 – 5       | Ferencváros                    |
| ------------ | ----------- | ------------------------------ |
|              | Jegyzőkönyv | Braun II Pákay Gorszky Braun I |

| Budapest |

| 1906. május 22. |

| Ferencváros | 1 – 3       | Chelsea |
| ----------- | ----------- | ------- |
| Braun II    | Jegyzőkönyv |         |

| Millenáris, Budapest |

| 1906. május 27. |

| Ferencváros | 0 – 3       | Southampton FC |
| ----------- | ----------- | -------------- |
|             | Jegyzőkönyv |                |

| Millenáris, Budapest |

| 1906. június 3. |

| Ferencváros         | 3 – 0       | Újpest |
| ------------------- | ----------- | ------ |
| Braun I Braun Pákay | Jegyzőkönyv |        |

| Millenáris, Budapest |

| 1906. június 10. |

| Postás SE | 1 – 1       | Ferencváros |
| --------- | ----------- | ----------- |
|           | Jegyzőkönyv | Koródy      |

| Budapest |

## Külső hivatkozások
- A csapat hivatalos honlapja (magyarul)
- Az 1906-os tavaszi szezon menetrendje a tempofradi.hu-n (magyarul)